# Juist
Juist (frisó Júst) és una illa frisona alemanya situada entre Norderney (a l'est) i Borkum (a l'oest) i al nord de l'estuari de l'Ems. És una illa allargassada (17 km de llargada per 500 m d'amplada) amb 16,43 km²; de superfície. Els seus 1.801 habitants (2003) es troben repartits en dos pobles: Juist (també anomenat Dorf) i Loog. Administrativament constitueix un municipi, que pertany a l'estat de Baixa Saxònia.
Es pot accedir a l'illa amb transbordador des de Norddeich (a terra ferma), si bé Juist disposa a més d'un petit aeròdrom.
Actualment l'illa s'està erosionant pel cantó occidental (Bill-Polder) en ser-hi la migrada vegetació incapaç de mantenir la sorra fixa.